# 김치라면 (오뚜기)
김치라면은 오뚜기에서 출시한 김치라면이다. 스프중에 건조김치가 4.1% 들어있다. 건조김치는 열풍을 이용하여 건조한 것이다.

## 사진

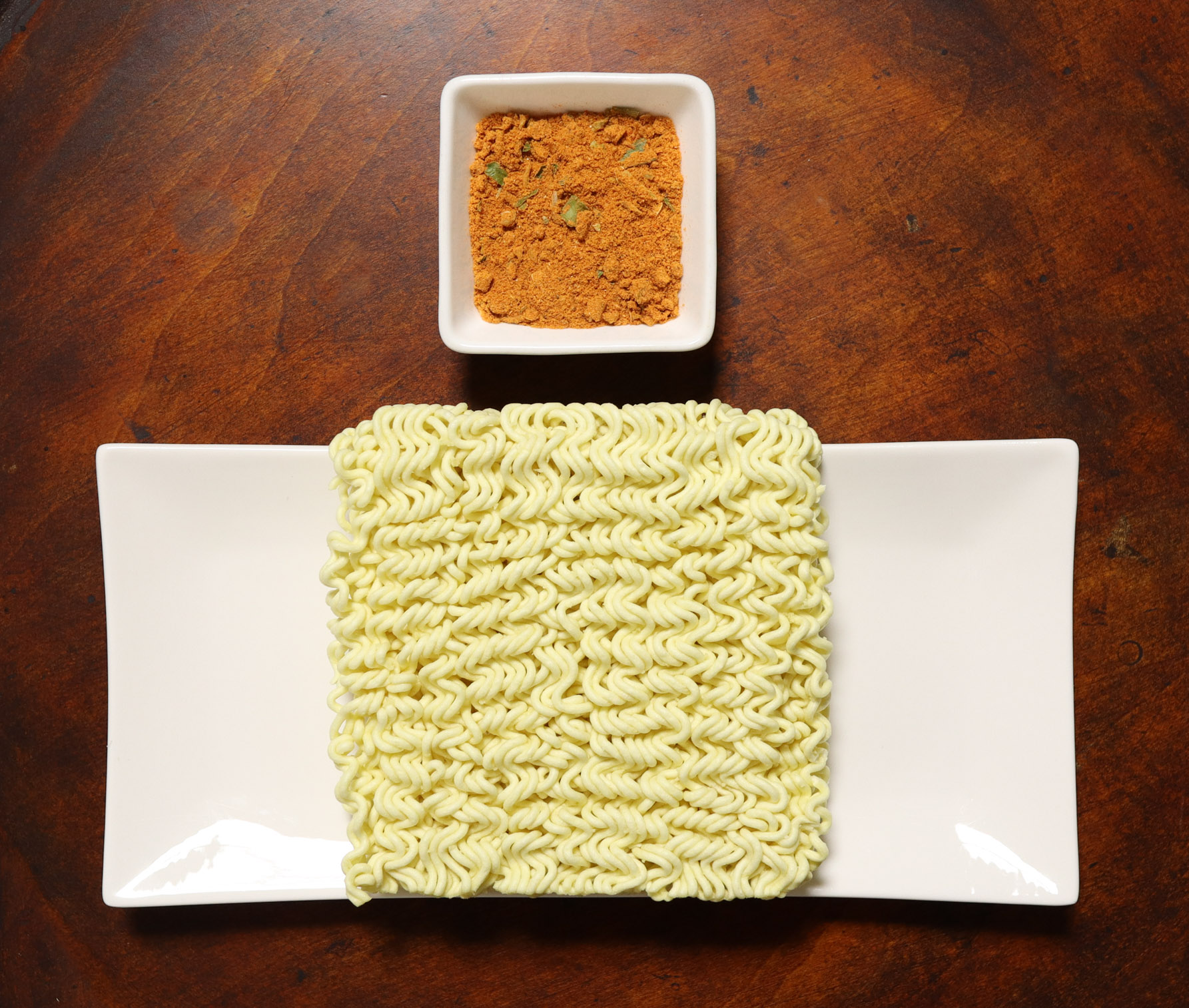
김치라면 재료
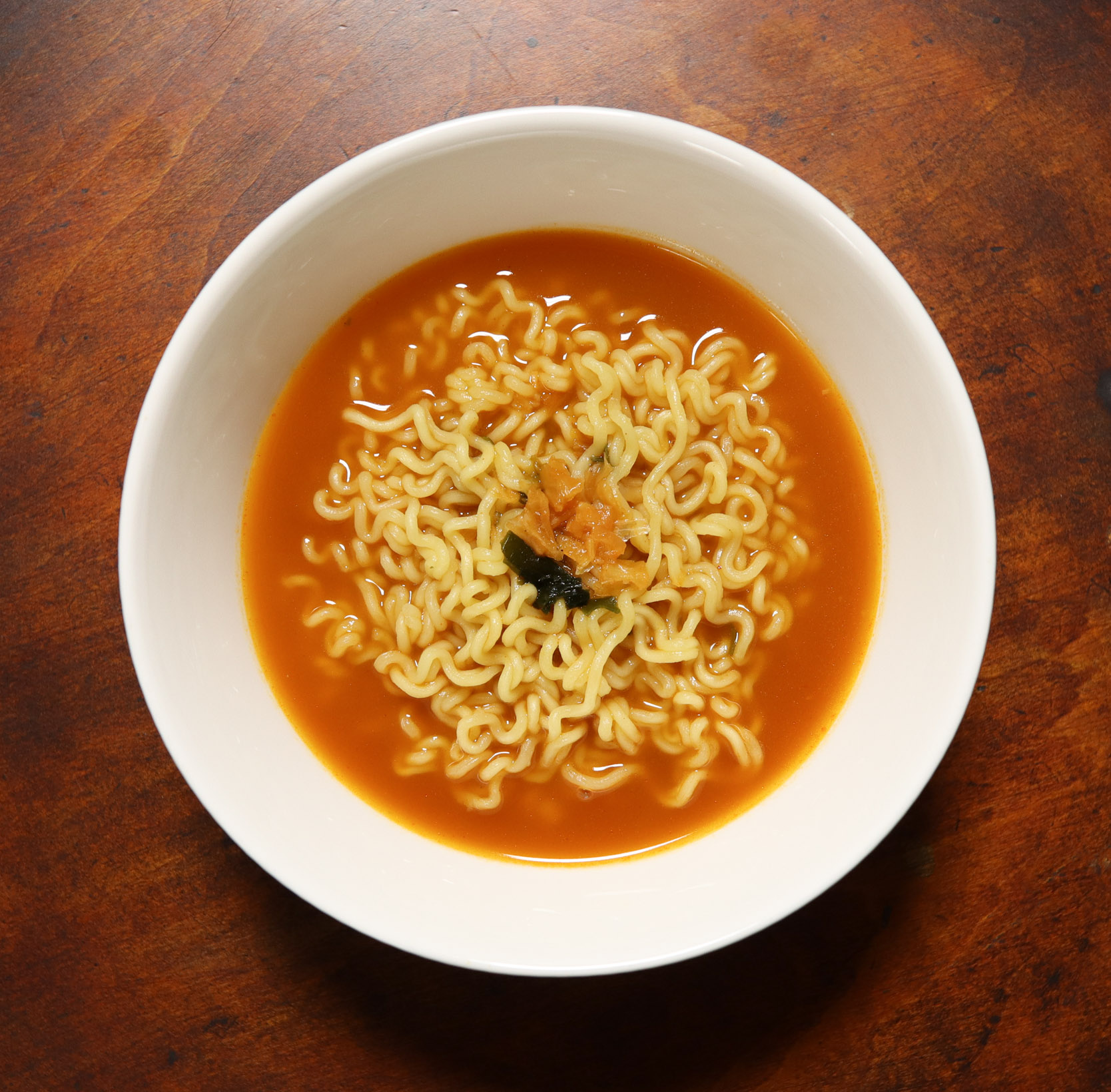
김치라면
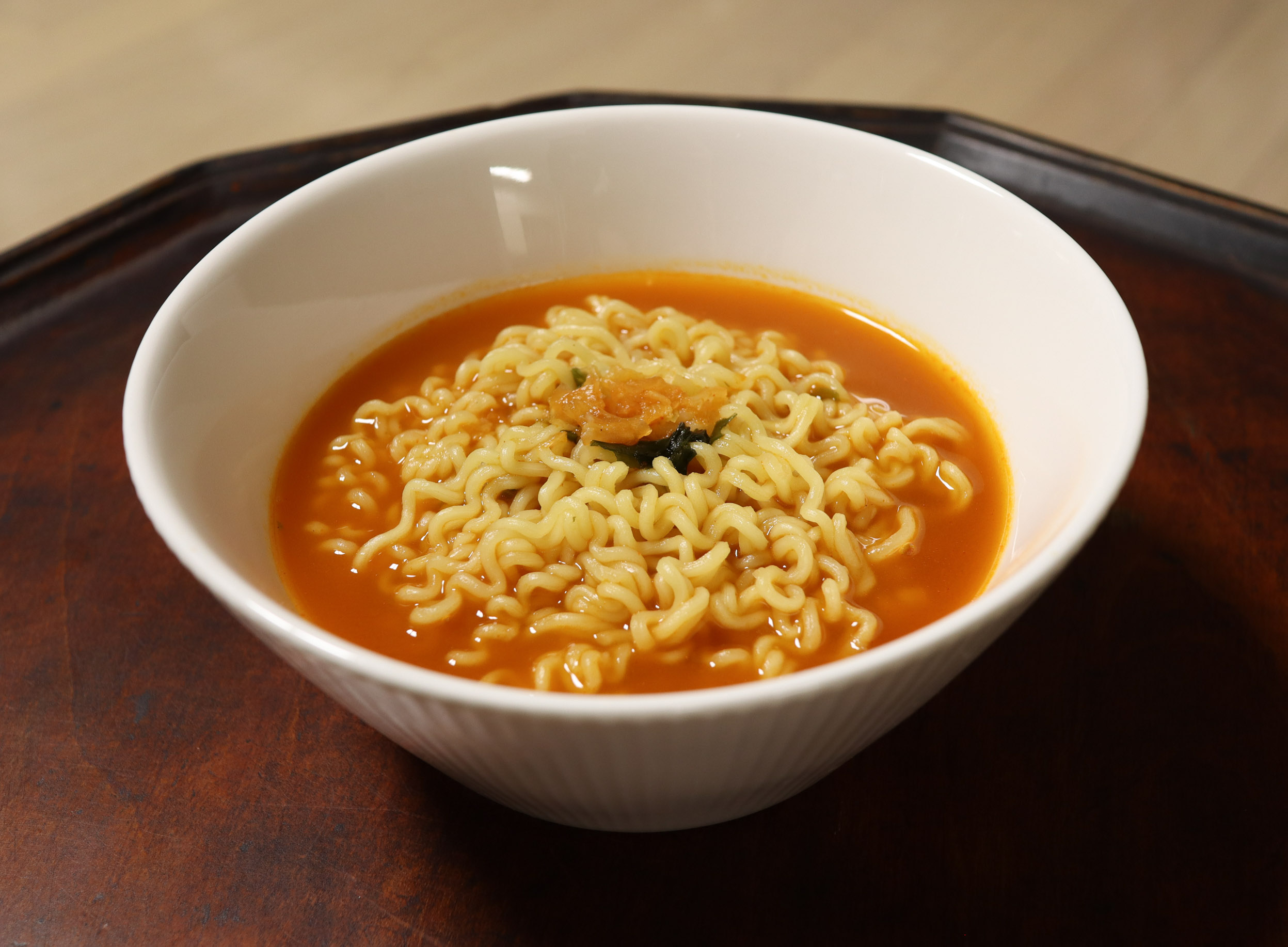
김치라면